# Šport u 2012.
◄◄ | ◄ | 2009. | 2010. | 2011. | 2012.  | 2013. | 2014. | 2015. | ► | ►►
Arhitektura • Astronautika • Astronomija • Biologija • Film • Fotografija • Glazba • Kazalište • Kemija • Kiparstvo • Knjige • Književnost • Kršćanstvo • Meteorologija • Medicina • Planinarstvo • Politika • Pravo • Promet • Slikarstvo • Strip • Šport • Televizija • Znanost • Zrakoplovstvo • Željeznički promet
Šport u 2012.

## Svijet

### Natjecanja

#### Svjetska natjecanja
- XXX. Olimpijske igre – London 2012.

#### Kontinentska natjecanja

##### Europska natjecanja
- 16. siječnja do 29. siječnja – Europsko prvenstvo u vaterpolu u Eindhovenu u Nizozemskoj: prvak Srbija
- 8. lipnja. do 1. srpnja – Europsko prvenstvo u nogometu u Poljskoj i Ukrajina: prvak Španjolska

## Hrvatska i u Hrvata

### Natjecanja

#### Timski športovi
- prvenstvo Hrvatske u autocrossu: AK Ozalj[1]

#### Pojedinačni športovi
- prvenstvo Hrvatske u autocrossu: Ivo Čizmić (divizija 1), Daniel Bezjak (divizija 1A), Marino Čargonja (divizija 1B), Robert Čulina (divizija 3), Loris Krbavac (divizija 3A), Sven Katić (juniori)[1]

## Vanjske poveznice
|  | Zajednički poslužitelj ima još gradiva o temi Šport u 2012. |